# Edat

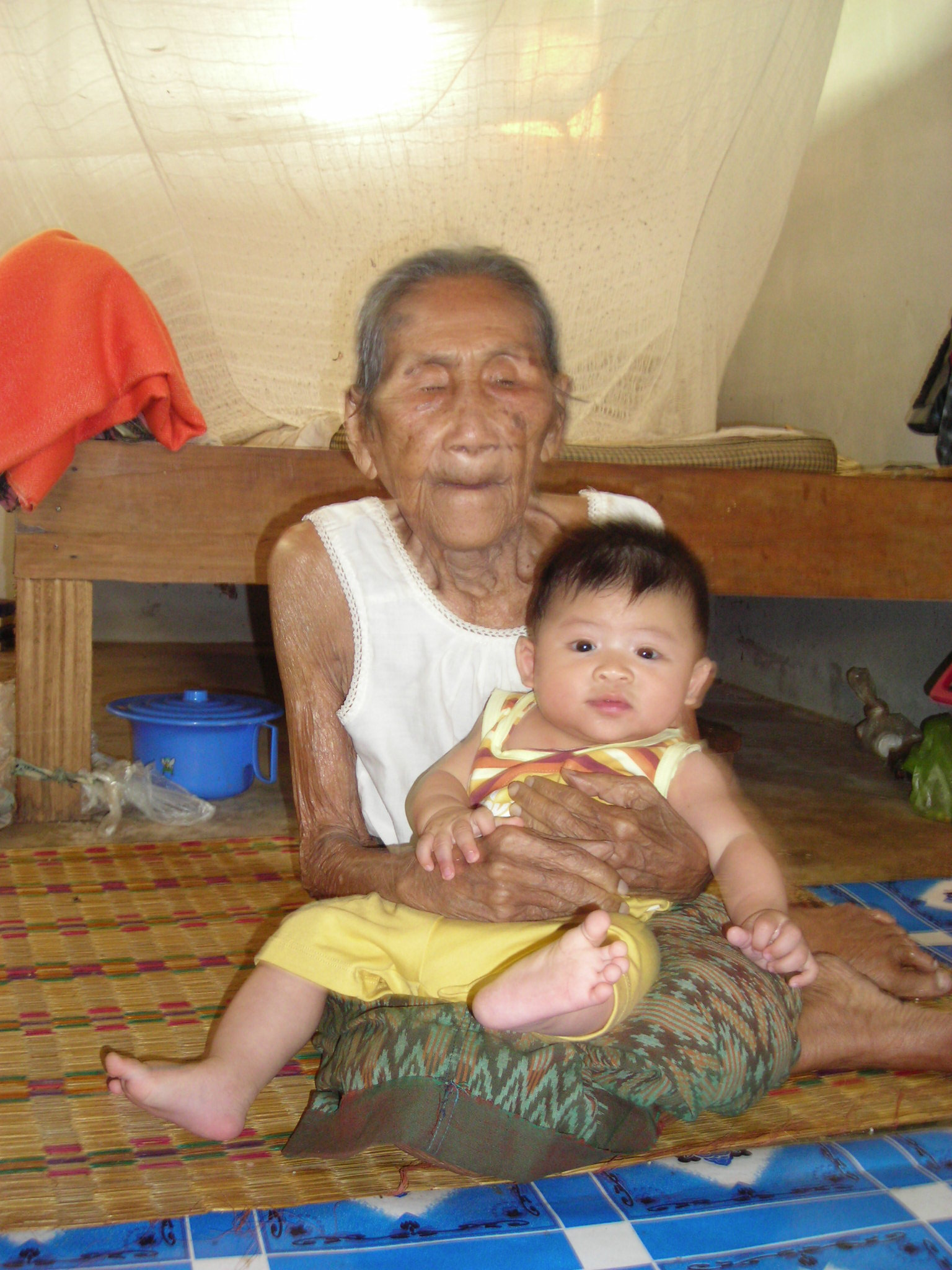
Una dona de 95 anys stoté un nadó de 5 mesos a Tailàndia.

L'edat és el procés de d'envellir-se. El terme es refereix principalment a humans, molts altres animals i fongs, mentre que, per exemple, els bacteris, les plantes perennes i alguns animals simples són potencialment biològicament immortals. En un sentit més ampli, l'envelliment pot referir-se a cèl·lules individuals d'un organisme que tenen la deixada de dividir-se, o a l' població d'una espècie. També és el nombre d'anys o temps que té un ésser viu, tot i que de vegades s'usa amb el sentit de període històric. Aquesta edat se sol indicar des del moment del naixement, per tant una persona que tingui un any vol dir que ja ha passat el seu primer aniversari i que fa més d'un any que ha nascut.
En els humans, l'envelliment representa l'acumulació de canvis en un ésser humà al llarg del temps i pot abastar canvis físics, psicològics i socials. El temps de reacció, per exemple, pot disminuir amb l'edat, mentre que els records i els coneixements generals solen augmentar. L'envelliment s'associa amb un augment del risc de càncer, malaltia d'Alzheimer, diabetis, malaltia cardiovascular, salut mental augmentada i moltes més. De les aproximadament 150.000 persones que moren cada dia a tot el món, aproximadament dos terços moren per causes relacionades amb l'edat. Algunes opcions d'estil de vida i condicions socioeconòmiques s'han relacionat amb l'envelliment.
Les actuals teories de l'envelliment s'assignen al concepte de dany, pel qual l'acumulació de danys (com ara l'oxidació de l'ADN) pot provocar que els sistemes biològics fallin, o al concepte d'envelliment programat, pel qual el processos (manteniment epigenètic com la metilació de l'ADN) de manera inherent pot provocar l'envelliment. L'envelliment programat no s'ha de confondre amb la mort cel·lular programada (apoptosi).
Segons l'edat, la vida de les persones es divideix en aquestes etapes (condicionades culturalment):
- embaràs (l'edat és «negativa» perquè encara no s'ha produït el naixement)
- infància
- preadolescència (pròpia de la cultura occidental)
- adolescència
- joventut
- etapa adulta
- vellesa (o tercera edat)

A vegades se celebra el pas d'una etapa a l'altra amb ritus de pas i de vegades el trànsit té conseqüències legals, com la majoria d'edat, que implica drets i deures d'adult. Usualment, però, el pas d'una etapa a una altra és informal i depèn de la percepció exterior.
5.000 / 5.000

## Símptomes
Una sèrie de símptomes característics de l'envelliment són experimentats per la majoria o per una proporció significativa dels humans durant la seva vida.
- Els adolescents perden la capacitat del nen petit per escoltar sons d'alta freqüència per sobre de 20 kHz.[9]
- Les arrugues es desenvolupen principalment a causa del fotoenvelliment, especialment afectant les zones exposades al sol com la cara.[10]

- Després de l'aconseguida des de finals de l'adolescència fins a finals dels 20, la fertilitat femenina disminueix.[11]
- Després dels 30 anys, la massa del cos humà es redueix fins als 70 anys i després mostra oscil·lacions amortidores.[12]
- Les persones de més de 35 anys tenen un risc creixent de perdre força al múscul ciliar dels ulls, cosa que provoca dificultats per centrar-se en objectes propers, o presbícia.[13][14] La majoria de la gent experimenta presbícia entre els 45 i els 50 anys.[15] La causa és l'enduriment de la lent per la disminució dels nivells d'alfa-cristal·lina, un procés que es pot accelerar amb temperatures més altes.[16][17]
- Al voltant dels 55 anys, el cabell es torna gris.[18] L'alopècia androgènica als 55 anys afecta al voltant del 30-50% dels homes[19] i una quarta part de les dones.[20]
- La menopausa es produeix normalment entre els 44 i els 58 anys d'edat.[21]
- A la cohort d'edat de 60 a 64 anys, la incidència d'Artrosi augmenta fins al 53%. Tanmateix, només el 20% declara desactivar l'artrosi a aquesta edat.[22]
- Gairebé la meitat de les persones majors de 75 anys tenen pèrdua auditiva (presbiacúsia), que inhibeix la comunicació oral.[23]
- Als 80 anys, més de la meitat dels nord-americans tenen una cataracta o s'han sotmès a una cirurgia de cataractes.[24] Molts vertebrats com peixos, ocells i amfibis no desenvolupen presbiacusia en la vellesa, ja que són capaços de regenerar les seves cèl·lules sensorials coclears; els mamífers, inclosos els humans, han perdut genèticament aquesta capacitat.[25]
- Fragilitat, una síndrome de disminució de la força, l'activitat física, el rendiment físic i l'energia, afecta el 25% dels majors de 85 anys.[26][27] Els músculs tenen una capacitat reduïda de respondre a l'exercici o a les lesions i la pèrdua de massa i força muscular (sarcopènia) és freqüent.[28] Ús màxim d'oxigen i disminució màxima de la freqüència cardíaca.[29] Disminució de la força i la mobilitat de la mà.[30]
- Aterosclerosi es classifica com una malaltia de l'envelliment.[31]
- Aterosclerosi es classifica com una malaltia de l'envelliment.[32] Condueix a malalties cardiovasculars (per exemple, ictus i atacs cardíacs),[33] que, a nivell mundial, és la causa més freqüent de mort.[34] L'envelliment dels vasos provoca remodelació vascular i pèrdua d'elasticitat arterial i, com a resultat, provoca la rigidesa de la vasculatura.[35]
- L'evidència suggereix que el risc de mort relacionat amb l'edat s'estén després dels 105 anys.[36] El màxim Es suggereix que l'esperança de vida humana sigui de 115 anys.[37][38]

La demència es fa més freqüent amb l'edat. Al voltant del 3% de les persones d'entre edats 65 i 74, el 19% dels entre 75 i 84, i gairebé la meitat dels majors de 85 anys tenen demència. L'espectre va des del deteriorament cognitiu lleu fins a les malalties neurodegeneratives de la malaltia d'Alzheimer, la malaltia cerebrovascular, la malaltia de Parkinson i Malaltia de Lou Gehrig. A més, molts tipus de memòria disminueixen amb l'envelliment, però no la memòria semàntica o el coneixement general com ara les definicions de vocabulari. Aquests normalment augmenten o es mantenen estables fins a l'edat adulta tardana. La Intel·ligència disminueix amb l'edat, tot i que la taxa varia segons el tipus i, de fet, pot mantenir-se estable durant la major part de la vida humana, baixant sobtadament només a mesura que les persones s'apropen al final de l'any. les seves vides. Per tant, les variacions individuals en la taxa de declivi cognitiu es poden explicar en termes de persones que tenen diferents períodes de vida. Hi ha canvis al cervell: després dels 20 anys, hi ha un 10 % de reducció cada dècada de la longitud total dels axons mielinitzats del cervell.
L'edat pot provocar una discapacitat visual, per la qual cosa es redueix la comunicació no verbal, que pot provocar aïllament i possible depressió. No obstant això, és possible que els adults grans no experimentin depressió tant com els adults més joves i, paradoxalment, es va trobar que tenien un estat d'ànim millorat, malgrat la disminució de la salut física. Macular degeneració causa pèrdua de visió i augmenta amb l'edat, afectant gairebé el 12% dels majors de 80 anys. Aquesta degeneració és causada per canvis sistèmics en la circulació de productes de rebuig i pel creixement de vasos anormals al voltant de la retina.
Altres malalties visuals que solen aparèixer amb l'edat són les cataractes i el glaucoma. Una cataracta es produeix quan el cristal·lí de l'ull es torna ennuvolat, fent que la visió sigui borrosa; eventualment provoca ceguesa si no es tracta. Es desenvolupen amb el temps i es veuen més sovint amb els que són més grans. Les cataractes es poden tractar mitjançant cirurgia. El glaucoma és una altra malaltia visual freqüent que apareix en persones grans. El glaucoma és causat per danys al nervi òptic, que causa pèrdua de visió. El glaucoma sol desenvolupar-se amb el temps, però hi ha variacions al glaucoma i alguns tenen un inici sobtat. Hi ha uns quants procediments per al glaucoma, però no hi ha cap cura ni solució per al dany, una vegada que s'ha produït. La prevenció és la millor mesura en el cas del glaucoma.
Es pot fer una distinció entre "envelliment proximal" (efectes basats en l'edat que es produeixen a causa de factors del passat recent) i "envelliment distal" (diferències basades en l'edat que es poden atribuir a una causa en els primers anys de vida d'una persona, com ara com a poliomielitis infantil).
L'envelliment és un dels factors de risc més coneguts per a la majoria de les malalties humanes. De les aproximadament 150.000 persones que moren cada dia a tot el món, aproximadament dos terços (100.000 al dia) moren per causes relacionades amb l'edat. A les nacions industrialitzades, la proporció és més elevada, arribant al 90%.